# Estubeny
Estubeny település Spanyolországban, Valencia tartományban. Estubeny Anna, Llanera de Ranes, Sellent és Xàtiva községekkel határos. Lakosainak száma 109 fő (2024).

## Népesség
A település népessége az utóbbi években az alábbiak szerint változott:
| Lakosok száma | 148  | 183  | 142  | 144  | 125  | 124  | 119  | 121  | 109  | 109  |
|               | 2001 | 2004 | 2007 | 2009 | 2012 | 2014 | 2017 | 2019 | 2022 | 2024 |